# Ministère des Affaires étrangères (Malaisie)
Pour les articles homonymes, voir Ministère des Affaires étrangères.
Le ministère des Affaires étrangères est le département ministériel du Gouvernement malaisien chargé de mettre en œuvre la Politique étrangère de la Malaisie.

## Liste des ministres
- 1960-1970 : Tunku Abdul Rahman
- 1970-1975 : Abdul Razak Hussein
- 1975-1981 : Tengku Ahmad Rithauddeen Tengku Ismail
- 1981-1984 : Ghazali Shafie
- 1984-1986 : Tengku Ahmad Rithauddeen Tengku Ismail
- 1986-1987 : Rais Yatim
- 1999-2008 : Syed Hamid Albar
- 2008 : Rais Yatim
- 2008-2018 : Anifah Aman
- 2018-2020 : Saifuddin Abdullah
- 2020-2021 : Hishammuddin Hussein
- 2021-2022 : Saifuddin Abdullah
- 2022-2023 : Zambry Abdul Kadir
- 2023-présent : Mohamad Hasan